# Peercoin
Peercoin (código: PPC), también conocido como PPCoin y Coín Peer-to-Peer es la primera criptodivisa basado en una implementación combinada de proof-of-stake (PoS)/proof-of-work system (PoW).
El símbolo monetario, es Ᵽ. La sigla es PPC.
Este sistema permite que la verificación de las transacciones sea más sencilla que la que regularmente se utiliza, proof-of-work, que se basa en algoritmos complejos que hacen que la computadora trabaje más.

## Ciencias económicas
Proof-of-work and proof-of-stake ambos sirven como medio de distribución de nuevas monedas.
Una tarifa de transacción evita el spam y se quema (en lugar de ser recolectada por un minero), beneficiando a la red en general.
Para recuperarse de las monedas perdidas y desalentar el acaparamiento, la oferta de divisas apunta a un crecimiento del 1% anual a largo plazo.